# 田孔昭
田孔昭（1448年—？），字德明，陝西鳳翔府麟遊縣人，民籍，明朝政治人物。同進士出身。

## 生平
早年出身縣學生，中式陝西鄉試第二名舉人。成化十一年（1475年）登乙未科進士。任南京大理寺评事。

## 家族
曾祖父田榮。祖父田源，曾任典儀正 贈監察御史。父田濟，曾任知府。